# Liste der politischen Skandale in Brasilien
Die Liste der politischen Skandale in Brasilien enthält politische Affären und politisch wirksame Skandale und Korruptionsfälle, die zumeist durch bundespolizeiliche Ermittlungen und daraus resultierende Gerichts- und Untersuchungsverfahren auf brasilianischer Bundes- oder Bundesstaatenebene durch einen bestimmten Namen, häufig auch ein publizistisches Schlagwort in portugiesischer Sprache, bekannt sind.
Die Liste beginnt zur Zeit der Militärdiktatur in den 1970er Jahren und ist primär zeitlich aufgebaut. Politische Affären und Skandale des Kaiserreichs und der Alten Republik sowie des Estado Novo sind hier nicht erfasst.

## 1970er Jahre
- Caso Lutfalla (1977)[1]
- Caso Roberto Farina

## 1980er Jahre
- Escândalo da Mandioca (1979 und 1981)
- Escândalo da Proconsult (1982)
- Escândalo Coroa Brastel (1985)[2][3]
- Caso Chiarelli (1988)

## 1990er Jahre
- Caso Jorgina de Freitas
- Caso Edmundo Pinto (1992)
- Caso Nilo Coelho
- Caso Eliseu Resende
- Caso Queiroz Galvão
- Caso Ney Maranhão
- CPI do Detran, Bundesstaat Rio Grande do Sul
- Dossiê da Pasta Rosa (1995)
- Escândalo dos Anões do Orçamento
- Caso Rubens Ricupero, auch bekannt als Escândalo da Parabólica
- Escândalo do Sivam
- Escândalo do Banestado
- Escândalo da Encol
- Escândalo da Mesbla
- Dossiê Cayman, auch Escândalo do Dossiê Cayman oder Escândalo do Dossiê Caribe
- CPI do Banestado
- Banco Nacional de Minas Gerais
- Banco Noroeste
- Banco Econômico
- Bancos Marka e Fonte Cindam
- Escândalo da SUDAM e da SUDENE

## 2000er Jahre
- Caso Luís Estêvão
- Caso Toninho do PT
- Caso Celso Daniel
- Operação Anaconda
- Escândalo do Propinoduto
- Escândalo dos Bingos oder Caso Waldomiro Diniz
- Caso Kroll, Firma Kroll Associates[4]
- Escândalo dos Correios, auch bekannt als Caso Maurício Marinho
- Escândalo do IRB
- Mensalão-Skandal (Escândalo do Mensalão)
- Mensalão mineiro
- Escândalo do Banco Santos
- Escândalo dos Fundos de Pensão
- Escândalo do Mensalinho
- Escândalo da quebra do sigilo bancário do caseiro Francenildo, auch Caso Francenildo Santos Costa
- Escândalo das Sanguessugas (Blutegel-Skandal), ursprünglich bekannt als Operação Sanguessuga (Operation Blutegel) und Escândalo das Ambulâncias (Ambulanz-Skandal)
- Operação Confraria, Bundesstaaten Rio Grande do Norte, Pernambuco, Alagoas, Ceará[5]
- Operação Dominó
- Operação Saúva
- Escândalo do Dossiê
- Escândalo da Renascer em Cristo
- Operação Hurricane, auch bekannt als Operação Furacão
- Operação Navalha
- Operação Moeda Verde
- Caso Renan Calheiros oder Renangate
- Caso Joaquim Roriz oder Operação Aquarela
- Escândalo dos cartões corporativos
- Caso Bancoop
- Esquema de desvio de verbas no BNDES
- Máfia das CNH's
- Caso Álvaro Lins, Rio de Janeiro
- Operação Satiagraha oder Caso Daniel Dantas
- Escândalo das passagens aéreas
- Escândalo dos atos secretos
- Caso Gamecorp
- Escândalo dos Correios
- CPI das ONGs
- Operação Faktor

## 2010er Jahre
- Caso Erenice Guerra
- Operação Tsunami
- Esquema do Plano Safra Legal
- Operação Esopo oder Escândalo do Ministério do Trabalho[6]
- Caso Siemens und Caso Alstom, Bundesstaat São Paulo[7]
- Operação Maet (Justizskandal des Tribunal de Justiça, Bundesstaat Tocantins)
- Caso Ana Cristina Aquino (Escândalo do PDT)[8][9]
- Operation Lava Jato (Operação Lava Jato)[10]
- Operation Zelotes (Operação Zelotes), Korruptionsermittlungen ab 2015 gegen den Verwaltungsrat für Steuerbeschwerden (Conselho de Administração de Recursos Fiscais, CARF), Banken und Großkonzerne und deren Zweigunternehmen[11]
- Operação Pixuleco, 3. August 2015, 17. Phase der Operation Lava Jato[12]
- Operação Pixuleco II, 13. August 2015, 18. Phase der Operation Lava Jato[13]
- Operação Aletheia (Operation Aletheia), 4. März 2016, 24. Phase der Operation Lava Jato, Polizeimaßnahmen gegen Ex-Präsident Luiz Inácio Lula da Silva[14][15]
- Operation Carne Fraca, Lebensmittelskandal, beginnend am 17. März 2017.
- Operation Luz na Infância, Oktober 2017 und Mai 2018 ein Netzwerk für die Verbreitung von Kinderpornografie wird zerschlagen.[16]